# Jatipurwo (Jatipuro)
Jatipurwo is een bestuurslaag in het regentschap Karanganyar van de provincie Midden-Java, Indonesië. Jatipurwo telt 2961 inwoners (volkstelling 2010).